# Epigomphus verticicornis
Epigomphus verticicornis – gatunek ważki z rodziny gadziogłówkowatych (Gomphidae). Występuje na terenie Ameryki Centralnej i jest endemitem Kostaryki.